# Александър Боримечков
Александър Михайлов Боримечков е български революционер, деец на Вътрешната македоно-одринска революционна организация и по-късно на Българската комунистическа партия.

## Биография
Роден е в кумановското село Градище, Османската империя. Участва в Илинденското въстание. След Балканската война се преселва в България със семейството си. Участва във Владайското въстание в 1918 година, заради което е осъден и затворен. През 1919 става член на Българската комунистическа партия. Участва в подготовката на Септемврийското въстание в 1923 година. Член е на Военната организация на БКП и на бойна група в София. На 28 април 1925 година по време на така наречените априлски събития e обкръжен от полицаи и войници. След еднодневна престрелка се самоубива.
XXI обикновено народно събрание в свое заседание от 1 март 1927 година разглежда постъпила молба за отпускане на еднократна помощ от Мария Атанасова Кехлибарева по причина, че на 28 април 1925 нейният син о.з поручик Петър Кехлибарев е убил преследвания от него анархо-комунист Боримечков в местността Булина ливада (днес улица в София). Заявлението за отпускане на помощта е подадено чрез Столичното градоначалство понеже поручикът е инвалид. След проверка на сведенията, на Кехлибарева е отпусната помощ в размер на 40 000 лева.